# Teatro de revista

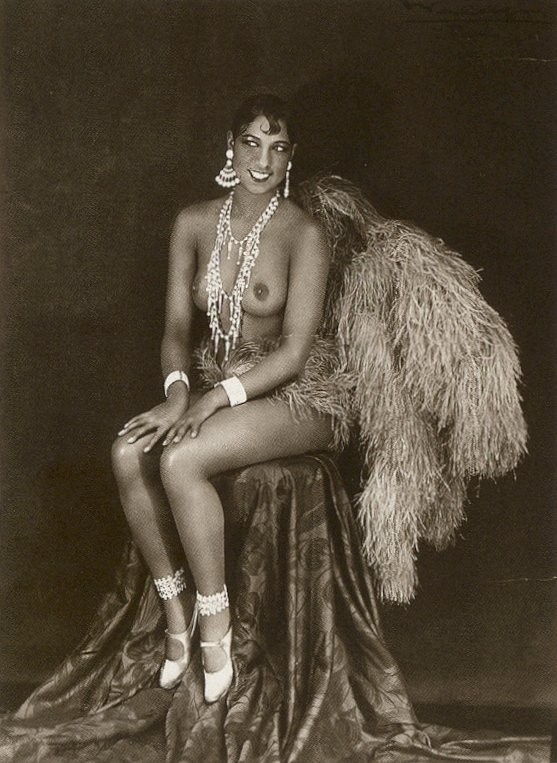
Josephine Baker numa revista francesa.

Teatro de revista é um género teatral de gosto marcadamente popular que teve importância na história das artes cénicas, tanto no Brasil como em Portugal, até meados do século XX, quando alcançou o seu auge. No entanto, foi em França, na segunda metade do século XVIII, que este género teatral surgiu. Já nesta fase, a sua função era protestar, tal como aconteceu mais adiante no Brasil e em Portugal, neste caso contra o poder do estado francês em vigor. Caracteriza-se pelo frequente apelo à sensualidade e pela sátira social e política. Geralmente os espetáculos constituem-se de esquetes entremeados por  musicais e dança.
Tal como nas operetas ou nos musicais, a revista junta as contribuições da música, da dança e do teatro numa atuação global. No entanto, falta-lhe um fio condutor de ação. Um tema geral serve de justificação para uma sequência descontraída de números, em que as atuações individuais se alternam com grupos de dança.
Com diferentes vertentes artísticas, o género revista é mantido hoje em dia especialmente por teatros de variedade tradicionais como o Lido, o Moulin Rouge e o Friedrichstadt-Palast Berlin, mas também em shows em Las Vegas.

## Em Portugal
O teatro de revista chega a Portugal no século XIX mas, como já foi dito anteriormente, foi no século XX que este teve mais sucesso, muito devido regime do Estado Novo. Em termos gerais, consta de várias cenas de cariz cómico, satírico e de crítica política e social, com números musicais. É caracterizada também por um certo tom Kitsch - com bailarinos vestidos de forma mais ou menos exuberante (plumas e lantejoulas), além da forma própria de declamação do texto, algo estridente. Algumas revistas marcaram épocas - no Estado Novo português - marcado pela censura -, por exemplo, o espectáculo de revista conseguia passar mensagens mais ou menos revolucionárias e de crítica ao regime vigente. Estão nessa situação algumas revistas protagonizadas, por exemplo, por Raul Solnado, no Parque Mayer, "catedral da revista à portuguesa". Para além de Raul Solnado, não podemos deixar de relembrar grandes nomes do teatro de revista tais como Ivone Silva, Eunice Muñoz, Vasco Santana e Camilo de Oliveira, entre outros.
A primeira revista à portuguesa subiu ao palco do extinto Teatro Gymnasio, nos finais do séc. XIX.
O espaço onde se concretizava este género teatral era o Parque Mayer, divido em quatro espaços teatrais sendo eles Capitólio, ABC, Variedades e Maria Vitória.
Se a arte consegue mudar mentalidades e consciencializar, este tipo de teatro não foi exceção disso mesmo. Foi muito graças a este teatro que o povo começou a refletir sobre conceitos tais como a liberdade de expressão bem como a igualdade de género.
Atualmente o teatro de revista subsiste em espaços como o Teatro Maria Vitória (neste caso, graças ao empresário Helder Freire Costa, que, com mais de meio século de carreira, tudo tem feito para que este espaço e tipo de teatro não desapareçam de vez).
O teatro era dos poucos locais onde era possível existir alguma liberdade de expressão apesar de muitas ações de censura. Após a revolução de abril esta liberdade foi finalmente conseguida, e não mais censurável e este aspeto ditou em parte a decadência do teatro de revista.

## No Brasil
O teatro de revista no Brasil, também chamado simplesmente "revista",  com produção das companhias como as de Walter Pinto e Carlos Machado, foi responsável pela revelação de inúmeros talentos artísticos, desde a cantora luso-brasileira Carmem Miranda, sua irmã Aurora, às chamadas vedetes de imenso sucesso como Virgínia Lane, Wilza Carla, Dercy Gonçalves, Elvira Pagã, Mara Rúbia, Luz del Fuego, Suzy King, Riva Keter, Sarita Santiel, Sônia Mamede, Celeste Aída e outras - na variante conhecida como teatro rebolado -, compositores como Dorival Caymmi, Assis Valente e Noel Rosa, Chiquinha Gonzaga e humoristas como Costinha.

### Histórico

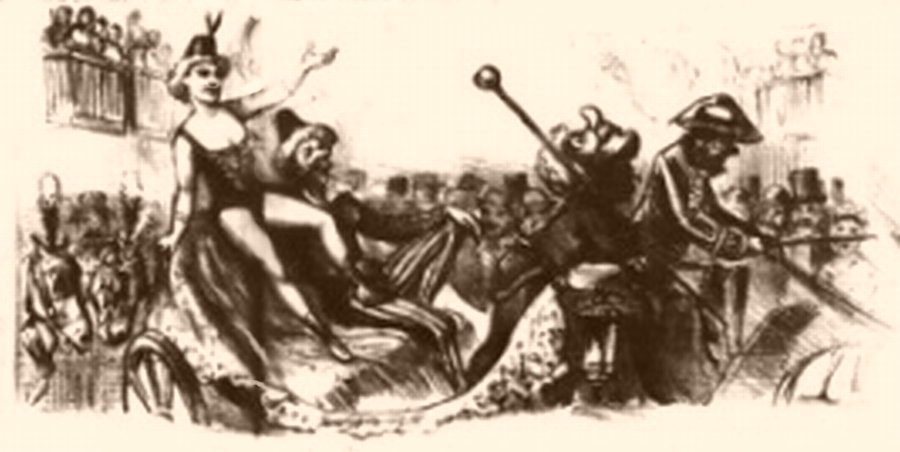
Desenho de Agostini, de 1884, representando uma atriz de revista a desfilar no Carnaval.

O seu início remonta a 1859 quando, no Rio de Janeiro, foi apresentada a peça "As Surpresas do Sr. José da Piedade", de Justiniano de Figueiredo Novaes, baseado nas operetas que então se apresentavam em França. O modelo carregava nas paródias e críticas de costume. E, como não poderia deixar de ser, sofriam críticas dos moralistas.
A Revista brasileira pode ser dividida em 3 fases distintas:
1. A Revista do século XIX, que se prende mais no texto que na encenação; tem seu ápice na obra de Artur Azevedo. A cada ano eram apresentadas revistas que comentavam os acontecimentos do ano anterior, numa retrospe(c)tiva crítica e bem-humorada. No coro, era acompanhada por uma orquestra de cordas.
2. Década de 20 e 30 - Incorporação da nudez feminina (introduzida pela companhia francesa Ba-ta-clan). A orquestra cede lugar a uma banda de jazz. O seu maior nome é o empresário teatral Manoel Pinto. As peças têm destaque igual para as paródias e para a encenação.
3. Féerie - Realce para os elementos fantásticos da peça; Walter Pinto substitui, em 1938, o seu pai. Surgem as companhias. As apresentações tornam-se verdadeiros espetáculos, onde o luxo está presente em grandes coreografias, cenários e figurinos. Tornando-se cada vez mais apelativa, começa a decair, até praticamente desaparecer, no final dos anos 50 e no começo da década seguinte.